# 허핀달-허쉬만 지수
허핀달-허쉬만 지수(Herfindahl-Hirschman index, HHI)는 어떤 산업에서의 시장 집중도를 측정하는 지표이다. 허핀달-허쉬만 지수의 값이 클수록 산업에서 특정 기업의 시장 집중도가 더욱 커진다는 것을 의미한다. 허핀달-허쉬만 지수는 특정 기업의 시장 점유율이 큰 경우에 보다 높은 가중치를 두게 된다.

## 공식
개별 기업의 시장 점유율을 {\displaystyle s_{i}}라 할 때 허핀달-허쉬만 지수는 다음과 같이 계산한다.
{\displaystyle H=\sum _{i=1}^{n}s_{i}^{2}}
허핀달-허쉬만 지수는 위의 값에 10,000을 곱한 값으로 쓰이기도 하며, 이 경우에 허핀달-허쉬만 지수의 최대값은 10,000이 된다.

## 장점과 문제점
허핀달-허쉬만 지수는 상위 N개의 시장 점유율을 단순 합산한 CRN에 비해서, 시장 내에 소수 기업만이 있는 과점 시장에서 점유율 격차가 큰 시장에서 시장 집중도를 높게 측정하는 장점이 있다. 예를 들어 시장에서 4개의 기업이 있고, 점유율이 각각 60%, 20%, 15%, 5%인 경우 CR3은 95%이고, HHI는 4,250이다. 한편, 점유율이 각각 35%, 30%, 30%, 5%인 경우에는 CR3은 역시 95%이고, HHI는 3,375이다. 허핀달-허쉬만 지수는 CRN 값이 같다고 하더라도 시장 점유율이 특정한 기업에 집중되어 있을 때 보다 높은 값을 나타낸다. 따라서 시장 점유율의 집중 현상을 CRN보다 잘 나타낼 수 있다.
그러나 허핀달-허쉬만 지수는 CRN과 마찬가지로 시장의 획정 범위에 따라 그 값이 달라질 수 있는 문제점이 있다. 만약 시장을 넓게 정의하면 개별 기업의 점유율이 낮게 평가되어 허핀달-허쉬만 지수가 낮게 측정되고, 시장을 좁게 정의하면 개별 기업의 점유율이 높게 평가되어 허핀달-허쉬만 지수가 높게 측정된다.

## 활용
대한민국 공정거래위원회는 기업결합이 경쟁제한성에 미치는 영향을 심사하는 지표로 허핀달-허쉬만 지수를 이용하고 있다. 수평적 기업결합의 경우에는 (가) HHI가 1,200에 미달하는 경우, (나) HHI가 1,200 이상이고 2,500미만이면서 HHI 증가분이 250미만인 경우, (다) HHI가 2,500 이상이고 HHI 증가분이 150미만인 경우, 수직적 기업결합 또는 혼합적 기업결합인 경우에는 당사회사가 관여하고 있는 일정한 거래분야에서 HHI가 2,500미만이고 당사회사의 시장점유율이 25/100 미만인 경우 또는 일정한 거래분야에서 당사회사가 4위 이하 사업자인 경우에는 기업결합이 경쟁을 실질적으로 저해하지 않는 것으로 추정하고 있다.
미국의 연방거래위원회는 HHI가 1,500 미만인 경우 집중되지 않은 시장(unconcentrated market), 1,500 이상 2,500 이하인 경우 중간 정도로 집중된 시장(moderately concentrated market), 2,500을 초과하는 경우 고도로 집중된 시장(highly concentrated market)으로 분류하고 있다.

## 같이 보기
- 시장 점유율
- 시장 집중도